# Antel Arena
El Antel Arena es un estadio cubierto ubicado en el límite de los barrios Simón Bolívar y Villa Española de Montevideo en Uruguay. Se construyó por iniciativa de la intendencia de Montevideo y la compañía estatal de telecomunicaciones Antel.
El recinto se encuentra próximo a otros atractivos de la zona, como el Anfiteatro Washington "Canario" Luna o el Nuevocentro Shopping.

## Historia

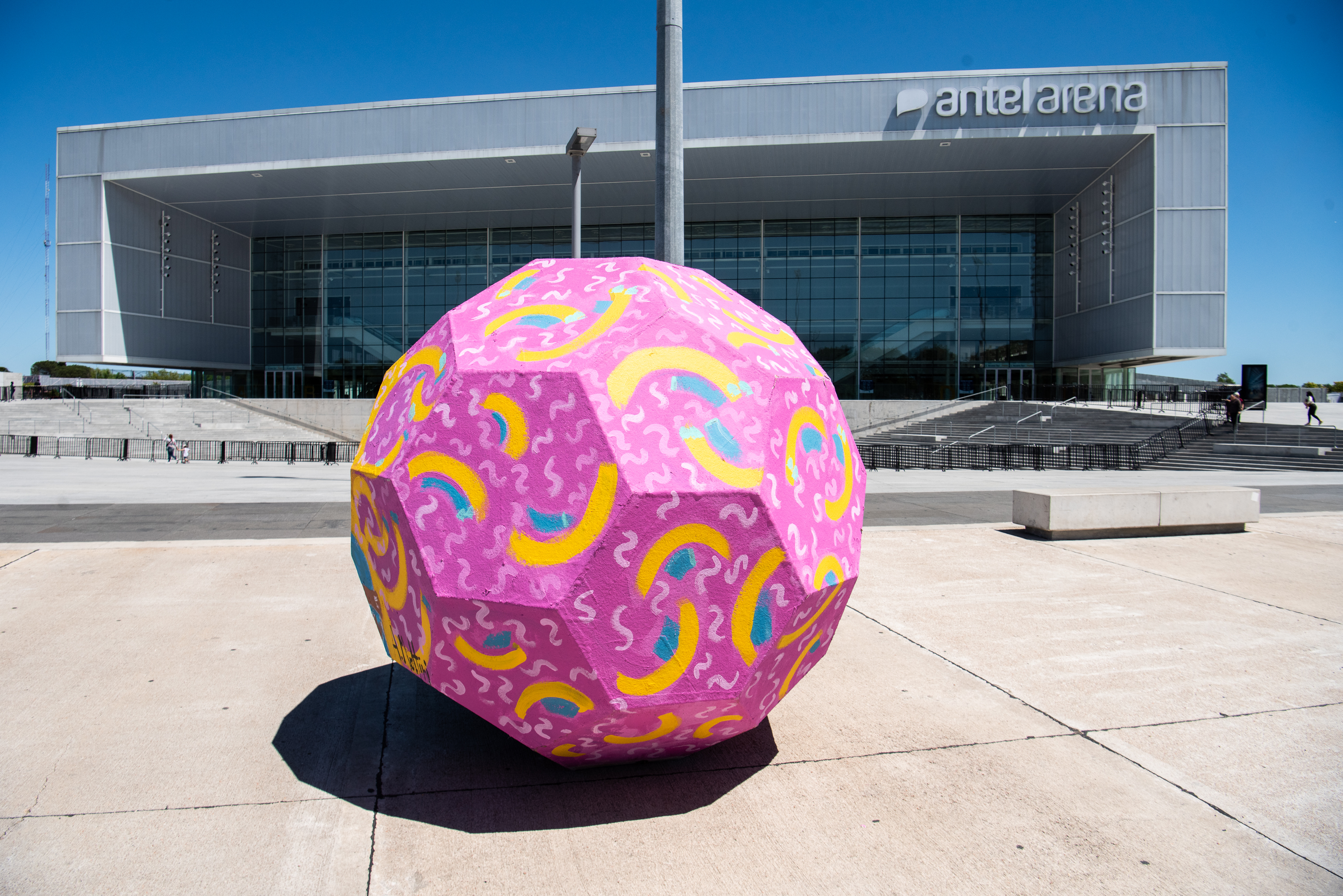
Antel Arena en 2021

El escenario posee una capacidad para 15 000 espectadores. La obra; que se anunció con un costo de 40 millones de dólares únicamente de la arena multifunción, posteriormente contabilizandosé en 90,5 millones al añadirse la refacción de un anfiteatro al aire libre, la construcción de una cancha de baby futbol y un jardín de infantes, así como la generación de equipamientos de esparcimiento como un skate park y juegos para niños,comenzó en mayo de 2014. Una auditoría administrativa en 2020 la calculó en 118 millones de dólares  Luego de estar parada durante algún tiempo, tuvo su inauguración el 12 de noviembre de 2018 con un espectáculo que reunió a varios referentes de la música nacional y regional.
El primer partido de básquetbol que recibió fue una victoria de Uruguay ante Puerto Rico, por 64-62, por las clasificatorias al mundial de China. Por otra parte, el primer partido oficial por la Liga Uruguaya de Básquetbol fue recién en mayo de 2019, un encuentro desempate entre Aguada y Nacional para clasificar a la final, el cual ganó el primero por 83 a 80.
Antel delegó la gestión del recinto a la empresa estadounidense Anschutz Entertainment Group, luego ASM Global. Posee un acuerdo publicitario con la multinacional Samsung.
Desde su inauguración hasta 2024 el Antel Arena ha tenido pérdidas.

## Construcción

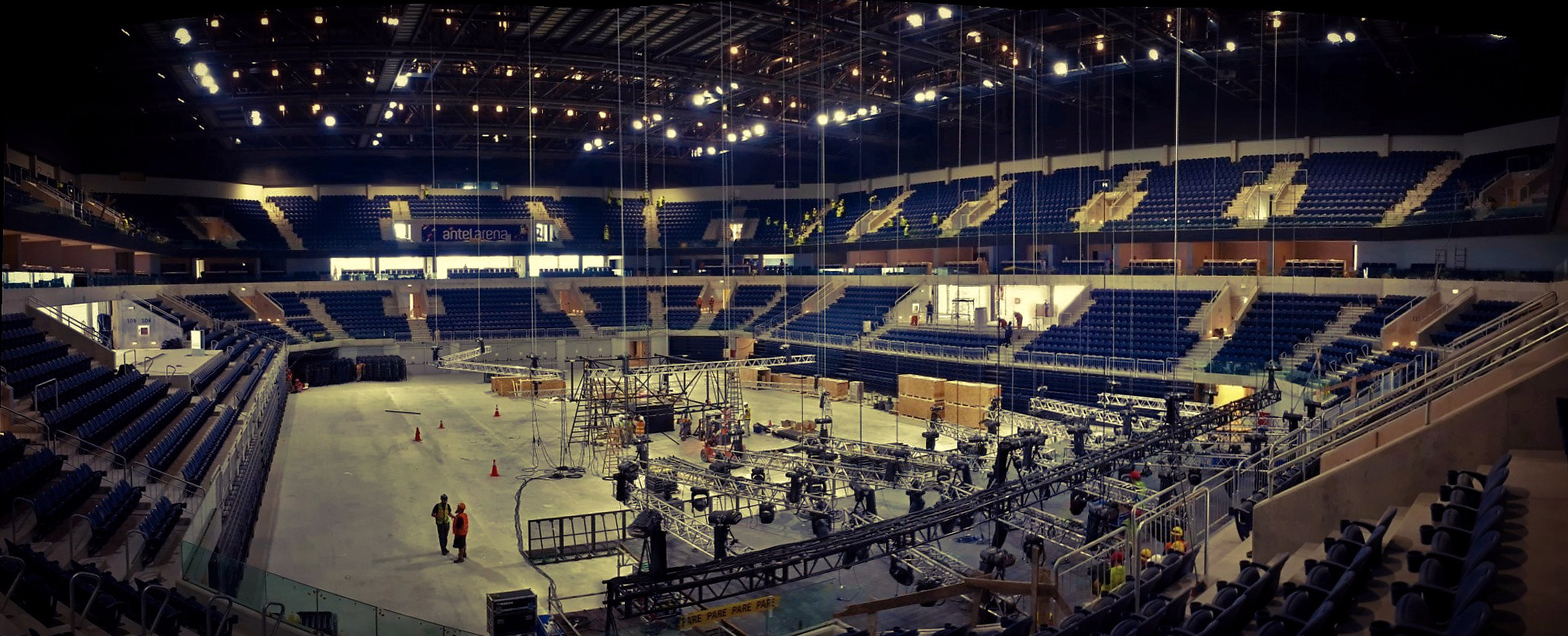
Construcción de la Antel Arena en 2018.

Está construido en la antigua ubicación del Cilindro Municipal, luego que este quedara en estado ruinoso después de un incendio. Para proceder con la construcción de este recinto se comenzó con la demolición de la antigua estructura del Cilindro.
Su construcción se inició en mayo de 2014, pero durante su transcurso se detuvo debido a sus altos costos, retomándose varios meses después, para finalizarla el 12 de noviembre de 2018. El costo de su construcción, inicialmente declarado en US$ 40 millones según el gobierno y la empresa Antel, generó polémicas cuando se supo que había sido considerablemente superior. Carolina Cosse fue convocada a una interpelación por dicho motivo, en la que reconoció un incremento de hasta 82 millones de dólares en el costo de la obra, pero según investigación del Tribunal de Cuentas, al final el costo total de la obra fue de US$ 109.739.197,64. En 2020, una auditoría administrativa la calculó en 118 millones de dólares.
El moderno recinto multipropósito fue inaugurado con un espectáculo que reunió a algunos bailarines del Ballet Nacional Sodre, la Orquesta Juvenil del SODRE, No Te Va Gustar, Agarrate Catalina, el dúo Larbanois & Carrero, entre otros.

### Controversias
Existieron diferentes controversias sobre el costo total de la obra. En 2014 se anunciaba que el total era de 40 millones de dólares, pero en 2019 se anunció que la obra estaba en el entorno de cercano a los 86 millones de dólares. En 2020 una auditoría determinó que el costo total de la obra se calculaba en 118 millones de dólares, pero quedaban deudas y obligaciones pendientes de pago que ascendían a 48 millones de dólares.
En marzo de 2024 el propio directorio de Antel pidió a la justicia que reabra la denuncia penal por irregularidades en la construcción.
"Debido a la solicitud de reexamen de la causa por parte del organismo denunciante, la investigación fue derivada a la Fiscalía Penal Especializada en Delitos de Lavado de Activos, a cargo del fiscal Enrique Rodríguez que también dispuso el archivo de la investigación de la causa., 
"La Fiscalía analizó lo actuado hasta el momento, es decir, todas las evidencias agregadas a la carpeta investigativa y, además, consideró nuevos testimonios que le permitieron concluir que: “los elementos de convicción reunidos al presente en el caso en estudio, y que emergen de la carpeta investigativa fiscal a pesar de la prolongada investigación, no son precisamente suficientes”. 
Luego agrega: “por lo expuesto, el Ministerio Publico, considerando que no existen diligencias pendientes que desarrollar en la investigación y que las actuaciones cumplidas no han producido resultados que permitan la continuación útil de la indagatoria dispondrá el archivo de las actuaciones”. (2025)https://www.gub.uy

## Eventos

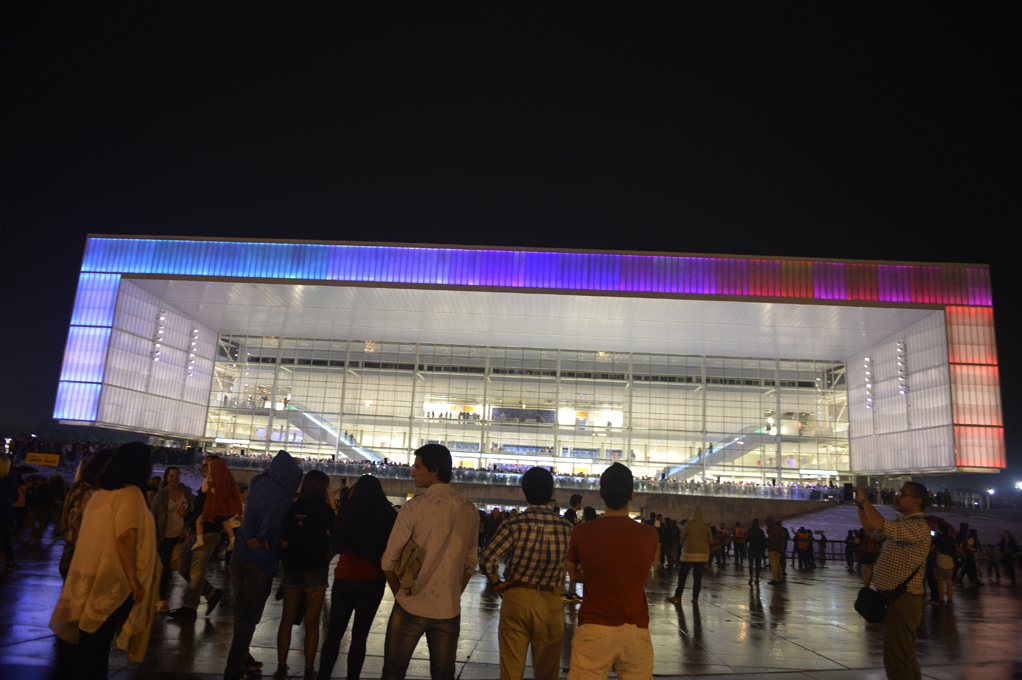
Antel Arena exterior en 2018.

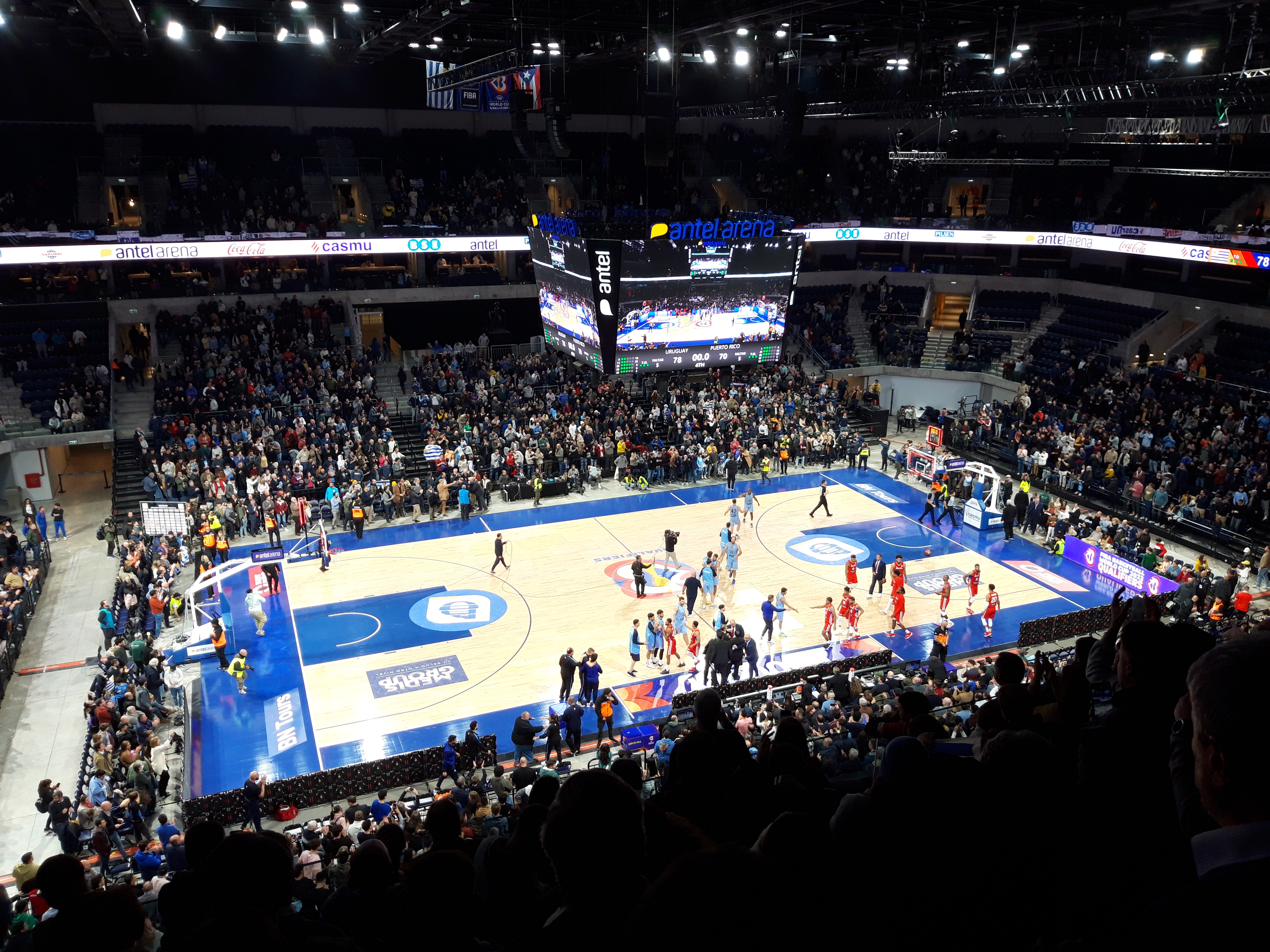
Partido de básquetbol en 2022.

Algunos de los conciertos y espectáculos realizados en Antel Arena fueron de artistas como Joan Manuel Serrat, Maluma, Karol G, Sarah Brightman, Abel Pintos, Tribalistas, Pablo Alborán, Cirque du Soleil, La Beriso, Tini Stoessel, YSY A, Milo J, Luciano Pereyra, Bryan Adams, Andrés Calamaro, Fito Páez, Passenger, Paulo Londra, La Polla Records, Alejandro Sanz, Ricky Martin, Backstreet Boys, Julieta Venegas, Don Osvaldo, Ciro y los Persas, Lali Espósito, Danna Paola, Divididos, Los Auténticos Decadentes, Airbag, Tan Biónica, Los Fabulosos Cadillacs, The Cure, Aitana, Kylie Minogue, Morat y varios de los principales artistas uruguayos.
También se realizan eventos deportivos como UFC Fight Night: Shevchenko vs. Carmouche 2, el NBA Gatorade League International Challenge Uruguay 2019 y la final de la BCL Americas 2019-20, además de partidos de la selección de baloncesto de Uruguay y de la Liga Uruguaya de Básquetbol.